# Hino de Sergipe
O Hino de Sergipe é o mais antigo símbolo em uso no estado de Sergipe e foi oficializado pela Assembléia Provincial em 5 de julho de 1836.
A letra é do poeta e professor Manoel Joaquim de Oliveira Campos e a música é do Frei José de Santa Cecília, ambos sergipanos. O seu título é "Alegrai-vos Sergipanos" e seus versos lembram a emancipação política da então Capitania de Sergipe del-Rei da Capitania da Baía de Todos os Santos (atual Bahia), fato ocorrido em 8 de julho de 1820.
O hino é cantado ou tocado por bandas de música em solenidades oficiais, como posse de autoridades do estado e cerimônias comemorativas.
A melodia do hino foi inspirada em trecho da peça L'Italiana in Algeri de Gioachino Rossini.